# Чикош-Сесия, Бела

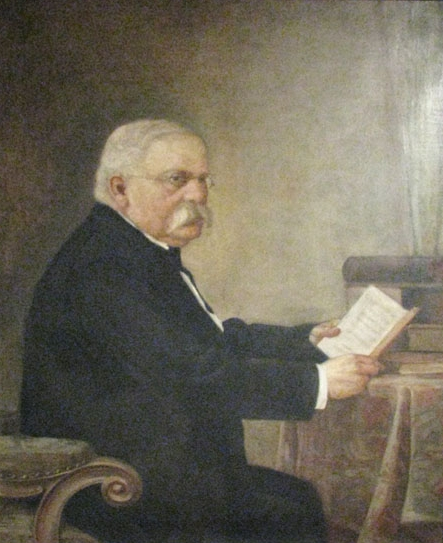
Б.Чикош-Сесия Портрет загребского бургомистра Янко Камауфа

Бела Чикош-Сесия (хорв. Bela Čikoš Sesija, венг. Csikós-Sessia Béla; 27 января 1864, Осиек, Королевство Славония — 11 февраля 1931, Загреб, Савская бановина) — хорватский художник, преподаватель живописи и академик.

## Биография
Бела Чикош-Сесия родился 27 января 1864 года в Осиеке, в семье офицера австро-венгерской армии, отличившегося в битве при Новаре в 1849 году. Решив пойти по стопам отца, Бела после окончания начальной школы в Триесте поступил в военное училище в Кёсеге, а затем в кадетскую школу в Карловаце. Получив по итогам обучения звание офицера, Чикош-Сесия вернулся в родной город и поступил там на службу в 78-й пехотный полк имени бана Йосипа Шокчевича.
За нарушение дисциплины в 1887 году Чикош-Сесия был уволен из австро-венгерской армии, после чего он решил посвятить себя живописи. Пройдя в стенах Венской академии изобразительных искусств обучение искусству исторической живописи у Юлиуса Бергера и Леопольда Мюллера, он отправился в Италию, где написал свои первые четыре картины. Из Италии Чикош-Сесия отправился сразу в Мюнхен для поступления в академию изобразительных искусств где после двух лет обучения у Вильгельма фон Линденшмита и Карла фон Марра он вернулся в Хорватию.
В Хорватии он принял участие в Национальной художественной выставке 1894 года, на которой его работы заметил знаменитый хорватский художник Влахо Буковац. Став помощником Буковаца, Чикош-Сесия получил свои первые заказы: написание портрета загребского юриста Иво Маллина и роспись занавеса в новом здании Хорватского национального театра.
Бела Чикош-Сесия известен в первую очередь как живописец, работавший над исторической и мифологической тематикой. Писал также аллегорические полотна, портреты и пейзажи. Б.Чикош-Сесия был одним из сооснователей Хорватской академии изящных искусств. Преподавал также в загребской Архитектурной школе. Был одним из первых и крупнейших представителей символизма и искусства модерн (также Венский сецессион) в хорватской живописи.

## Галерея

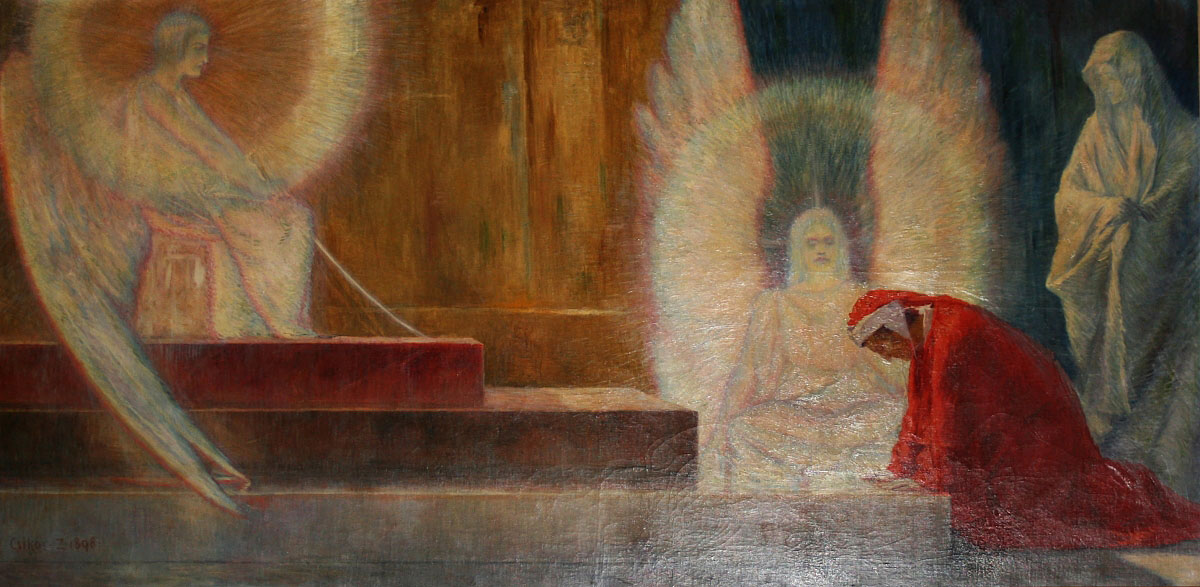
Данте перед вратами Чистилища (до 1920)
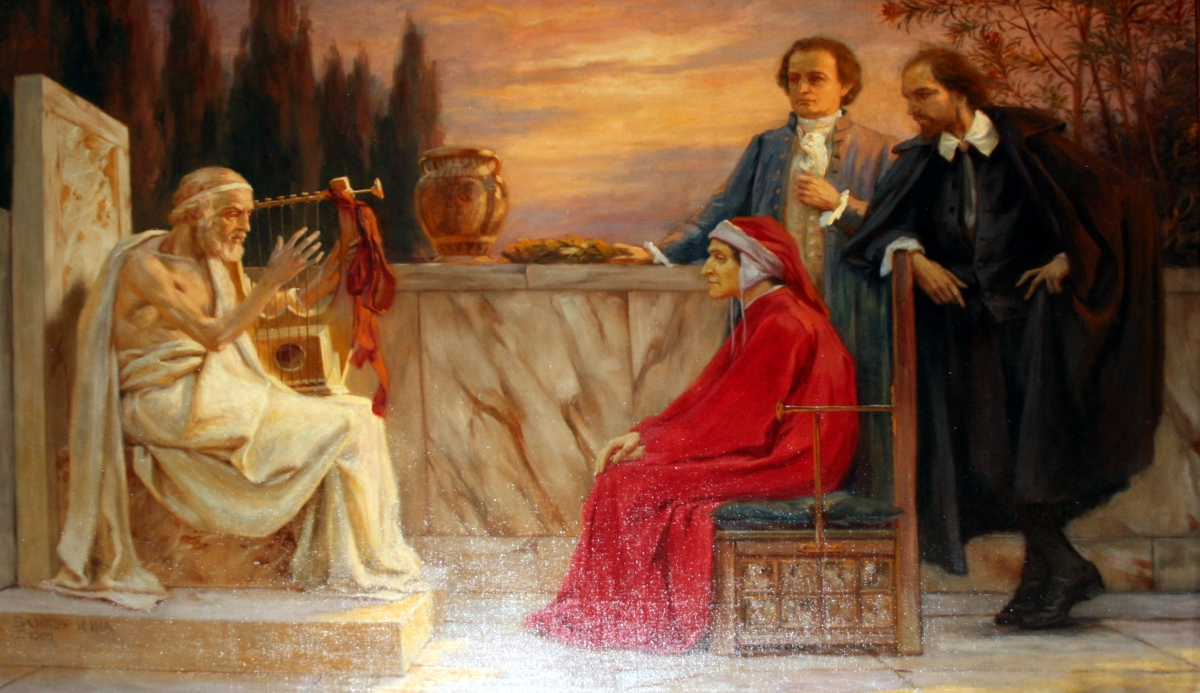
Гомер учит Данте, Шекспира и Гёте пению (1909)
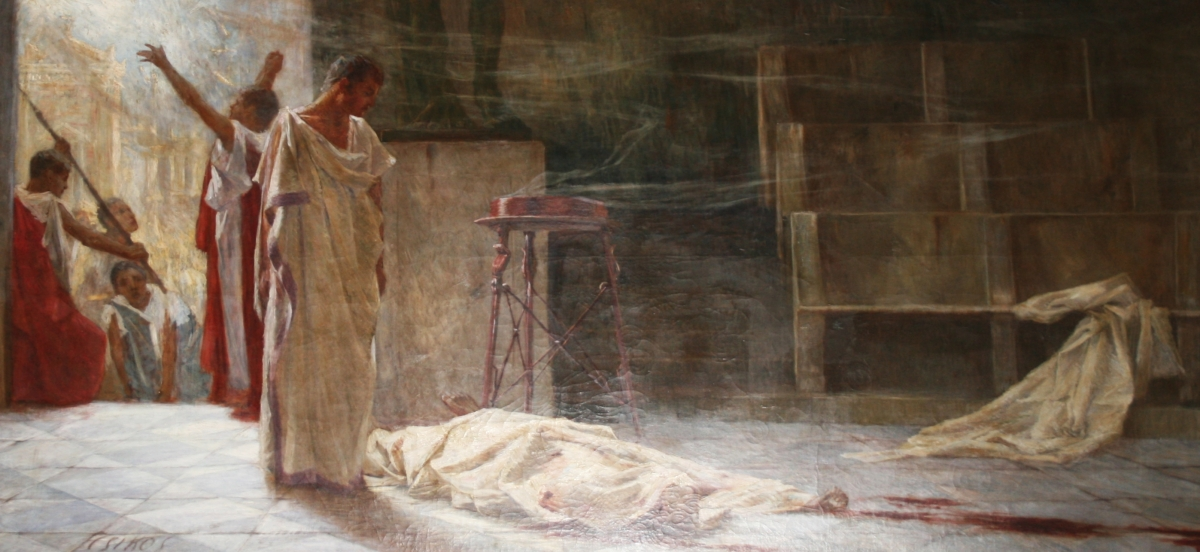
Марк Антоний над телом Цезаря (до 1920)
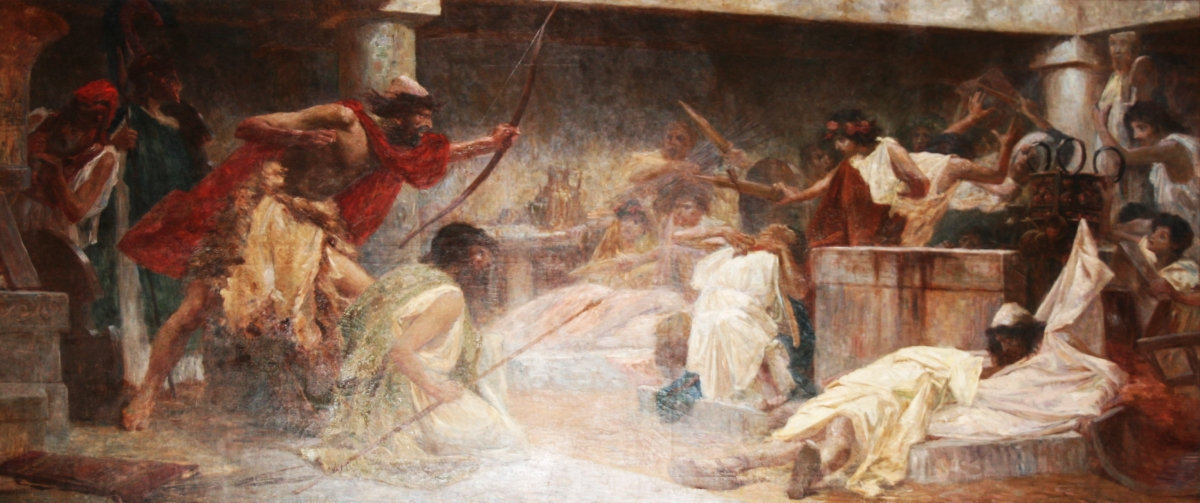
Расправа Одиссея над женихами (до 1920)
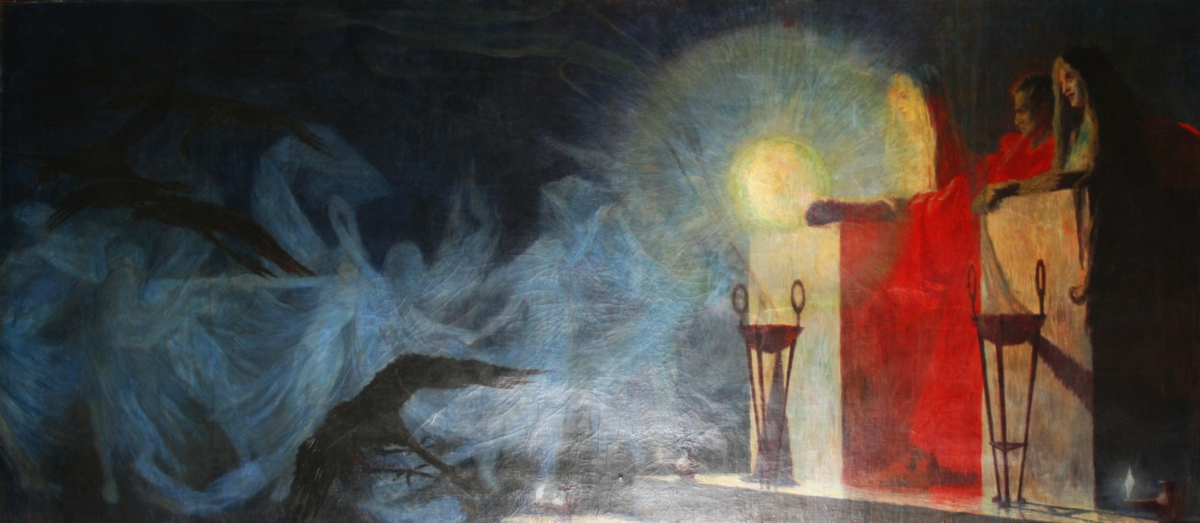
Вальпургиева ночь (до 1920)